# Allersfelden
Allersfelden ist ein Gemeindeteil des Marktes Breitenbrunn im Landkreis Neumarkt in der Oberpfalz in Bayern.

## Geographie
Der Weiler liegt circa drei Kilometer nordwestlich des Gemeindesitzes im Oberpfälzer Jura auf circa 505 m ü. NHN auf der Jurahochfläche.

## Verkehr
Man erreicht den Ort von Kemnathen her über die südwestlich verlaufende Allersfeldener Straße.

## Geschichte
Die früheste Nennung des Ortes geht auf das 12. Jahrhundert zurück. Um 1139/46 war Bischof Eilbert von Bamberg im Besitz eines Gutes in Adelrichsvelden, das er dem Grafen Gebhard II. von Sulzbach-Hirschberg übertrug, der es dem Kloster Prüfening schenkte; ursprünglich war wohl das Hochstift Eichstätt vor den Abtretungen unter Kaiser Heinrich II. an das neue Bistum Bamberg im Besitz von Allersfelden. 1382 erwarb Hadmar von Laaber im Zuge des Ausbaus der kleinen Herrschaft Breitenegg von dem Ortsadeligen Konrad von Aldersfelden dessen Stammsitz. 1426 veräußerten die verschuldeten Herren von Laaber ihr Allersfeldener Gut an den Nürnberger Bürger Heyntz Potensteyner. Spätestens 1433 ging die gesamte Herrschaft Breitenegg der Herren von Laaber an den oberbayerischen Erbmarschall Heinrich von Gumppenberg durch Verkauf über – nur vorübergehend, denn ab 1451 kam es zum Rückkauf. Konrad von Pappenheim, Schwager und Erbe des inzwischen verstorbenen Ulrichs von Laaber, erwarb 1469 von Pankraz Planck zu Gimpertshausen dessen Hof zu Allersfelden. Nach weiteren Besitzwechseln war die Reichsgrafschaft Breitenegg von 1611 bis 1624 beim Herzogtum Bayern; 1624 schenkte der Kurfürst dem Grafen Johann T’Serclaes von Tilly die Herrschaft Breitenegg und damit auch Kemnathen mit dem benachbarten Allersfelden in Besitz, dann (1744) die Freiherren von Gumppenberg, 1792 schließlich Kurfürst Karl Theodor, um 1806 im neuen Königreich Bayern in die neue Landgerichtsordnung Neumarkt eingegliedert zu werden. Zu diesem Zeitpunkt bestand der Weiler Allersfelden, zunächst dem Steuerdistrikt, mit dem Gemeindeedikt von 1818 der Ruralgemeinde Kemnathen angehörend, aus zwei größeren und zwei kleineren Anwesen, die Bauern der größeren Anwesen hießen Beutler und Fanderl. 1840 hatte Allersfelden 25 Einwohner.
Für Allersfelden war auch die Bezeichnung Saliterhof wegen des Abbaus von Salpeter im frühen 19. Jahrhundert gebräuchlich.
Mit der Gebietsreform in Bayern wurde die Gemeinde Kemnathen aufgelöst und die zehn Gemeindeteile und damit auch Allersfelden zum 1. Januar 1978 in den Markt Breitenbrunn im Landkreis Neumarkt eingegliedert.

## Kirchliche Verhältnisse
Allersfelden gehört seit altersher zur katholischen Pfarrei Kemnathen im Bistum Eichstätt. 1938 wohnten hier 28 Katholiken und kein Andersgläubiger.